# KNVB-Pokal 1966/67
Der KNVB-Pokal 1966/67 war die 49. Auflage des niederländischen Fußball-Pokalwettbewerbs. Pokalsieger wurde Ajax Amsterdam. Das Team setzte sich im Finale gegen NAC Breda durch. Da Ajax als Meister bereits für den Europapokal der Landesmeister qualifiziert war, nahm der unterlegene Finalist am Europapokal der Pokalsieger teil.

## Modus
Alle Begegnungen wurden in einem Spiel ausgetragen. Bei unentschiedenem Ausgang wurde zur Ermittlung des Siegers eine Verlängerung von maximal 7½ Minuten gespielt. Stand danach kein Sieger fest, folgte ein Elfmeterschießen. Stand es im Finale nach regulärer Spielzeit und anschließender Verlängerung unentschieden, wurde das Spiel wiederholt.

## 1. Runde
Teilnehmer: Alle 18 Mannschaften der Eredivisie und die besten 14 Mannschaften aus der Eerste Divisie.
| Datum      |                   | Ergebnis              |                      |
| ---------- | ----------------- | --------------------- | -------------------- |
| 02.04.1967 | RFC Xerxes        | 2:1                   | PSV Eindhoven        |
| 02.04.1967 | GVAV Rapiditas    | 0:3                   | Go Ahead Deventer    |
| 02.04.1967 | Willem II Tilburg | 0:0 n. V. (3:4 i. E.) | VV Elinkwijk         |
| 02.04.1967 | Ajax Amsterdam    | 3:1                   | Feijenoord Rotterdam |
| 02.04.1967 | RKSV Volendam     | 6:1                   | RBC Roosendaal       |
| 02.04.1967 | RKSV Sittardia    | 0:1 n. V.             | Sparta Rotterdam     |
| 02.04.1967 | VV Eindhoven      | 0:1 n. V.             | Blauw Wit Amsterdam  |
| 02.04.1967 | SC Cambuur        | 0:1 n. V.             | ADO Den Haag         |
| 02.04.1967 | VV Alkmaar ʼ54    | 0:2                   | MVV Maastricht       |
| 02.04.1967 | FC Den Bosch      | 2:1 n. V.             | Fortuna ’54 Geleen   |
| 02.04.1967 | RC Heemstede      | 4:1                   | FC Twente '65        |
| 02.04.1967 | DOS Utrecht       | 2:3                   | DWS Amsterdam        |
| 02.04.1967 | FC Zaanstreek     | 0:1                   | Dordrechtsche FC     |
| 02.04.1967 | NEC Nijmegen      | 0:1                   | NAC Breda            |
| 02.04.1967 | Holland Sport     | 0:0 n. V. (4:5 i. E.) | SC Telstar 1963      |
| 02.04.1967 | Heracles Almelo   | 4:0                   | Vitesse Arnheim      |

## 2. Runde
| Datum      |                   | Ergebnis  |                     |
| ---------- | ----------------- | --------- | ------------------- |
| 07.05.1967 | Heracles Almelo   | 3:0       | ADO Den Haag        |
| 07.05.1967 | RKSV Volendam     | 3:2 n. V. | SC Telstar 1963     |
| 07.05.1967 | RC Heemstede      | 3:0       | VV Elinkwijk        |
| 07.05.1967 | NAC Breda         | 2:0       | RFC Xerxes          |
| 07.05.1967 | FC Den Bosch      | 1:2       | Blauw Wit Amsterdam |
| 07.05.1967 | Go Ahead Deventer | 1:0       | Sparta Rotterdam    |
| 07.05.1967 | Ajax Amsterdam    | 7:1       | DWS Amsterdam       |
| 07.05.1967 | MVV Maastricht    | 0:2       | Dordrechtsche FC    |

## Viertelfinale
Nur drei Erstligisten schafften den Einzug in die Runde der letzten Acht (Ajax, ADO und NAC).
| Datum      |                     | Ergebnis  |                   |
| ---------- | ------------------- | --------- | ----------------- |
| 18.05.1967 | Dordrechtsche FC    | 0:1       | Ajax Amsterdam    |
| 18.05.1967 | RC Heemstede        | 0:1       | Go Ahead Deventer |
| 18.05.1967 | Blauw Wit Amsterdam | 1:0       | Heracles Almelo   |
| 18.05.1967 | NAC Breda           | 2:1 n. V. | RKSV Volendam     |

## Halbfinale
| Datum      |                   | Ergebnis  |                     |
| ---------- | ----------------- | --------- | ------------------- |
| 28.05.1967 | Go Ahead Deventer | 1:2 n. V. | Ajax Amsterdam      |
| 28.05.1967 | NAC Breda         | 4:3 n. V. | Blauw Wit Amsterdam |

## Finale
| Ajax Amsterdam                                   | Ajax Amsterdam | NAC Breda | NAC Breda |
| ------------------------------------------------ | --- | --- | --------- |
| Ajax Amsterdam                                   | \| 7. Juni 1967 in De Meer Stadion, Watergraafsmeer \| \| Ergebnis: 2:1 n. V. (1:1, 0:0) \| \| Zuschauer: 21.000 \| \| Schiedsrichter: Laurens van Ravens \| \| Spielbericht \|           | \| 7. Juni 1967 in De Meer Stadion, Watergraafsmeer \| \| Ergebnis: 2:1 n. V. (1:1, 0:0) \| \| Zuschauer: 21.000 \| \| Schiedsrichter: Laurens van Ravens \| \| Spielbericht \|                              | NAC Breda |
| Ajax Amsterdam                                   | Gert Bals – Wim Suurbier, Ton Pronk, Velibor Vasović, Theo van Duivenbode – Johan Cruyff, Bennie Muller – Sjaak Swart, Henk Groot, Klaas Nuninga, Piet Keizer. Cheftrainer: Rinus Michels | Peter van de Merwe – Jan van Gorp, Frits van Ierland, Ati Graaumans, Adri Pelkmans – Nico Rijnders, Karel Vesters – Frans Bouwmeester, Frans Vermeulen, Ad Graaumans, Frans de Grauw. Cheftrainer: Bob Janse | NAC Breda |
| Ajax Amsterdam                                   | 1:0 Johan Cruyff (64.) 2:1 Klaas Nuninga (106.) | 1:1 Karel Vesters (86.) | NAC Breda |
| 7. Juni 1967 in De Meer Stadion, Watergraafsmeer | | |           |
| Ergebnis: 2:1 n. V. (1:1, 0:0)                   | | |           |
| Zuschauer: 21.000                                | | |           |
| Schiedsrichter: Laurens van Ravens               | | |           |
| Spielbericht                                     | | |           |